# 恵比須町 (横浜市)
恵比須町（えびすちょう）は、横浜市神奈川区の町名。丁目を持たない単独町名である。住居表示は未実施。

## 沿革
守屋町・生麦町地先の埋立地で、1927年（昭和2年）に起工、1933年3月22日に新設された。町名は七福神に由来しており、周辺には大黒町や布袋橋・寿老橋などの地名・施設名がみられる。

## 地理
神奈川区臨海部の工業地帯に位置する。神奈川産業道路が北方向・東方向に走り、北側は恵比須運河を渡る恵比須橋を経て守屋町3丁目・新子安方面、東側は宝運河を渡る布袋橋を経て宝町・鶴見区大黒町方面と結ばれている。神奈川産業道路の西方向については現状町内で途切れているが、将来的に臨港幹線道路と接続する計画がある。町の大部分はレゾナック横浜事業所が占め、無機化学製品の製造を行っている。他に澁澤倉庫横浜支店恵比須町営業所、KDDIの海底ケーブル保管庫などがある。面積は0.428km²で、恵比須町全域が工業専用地域であるため、住人はいない。

## 事業所
2021年（令和3年）現在の経済センサス調査による事業所数と従業員数は以下の通りである。
| 町名     | 事業所数 | 従業員数 |
| -------- | -------- | -------- |
| 恵比須町 | 35事業所 | 724人    |

### 事業者数の変遷
経済センサスによる事業所数の推移。
| 年                 | 事業者数 |
| ------------------ | -------- |
| 2016年（平成28年） | 36       |
| 2021年（令和3年）  | 35       |

### 従業員数の変遷
経済センサスによる従業員数の推移。
| 年                 | 従業員数 |
| ------------------ | -------- |
| 2016年（平成28年） | 681      |
| 2021年（令和3年）  | 724      |

## 施設
- レゾナック横浜事業所
- 澁澤倉庫横浜支店恵比須町営業所

## その他

### 日本郵便
- 郵便番号 : 221-0024[3]（集配局：神奈川郵便局[9]）

### 警察
町内の警察の管轄区域は以下の通りである。
| 番地 | 警察署       | 交番         |
| ---- | ------------ | ------------ |
| 全域 | 神奈川警察署 | 神奈川通交番 |